# Sureena Brackenridge
Pour l’article homonyme, voir Brackenridge.
Sureena Brackenridge, née en 1974 ou 1975, est une femme politique britannique. Membre du Parti travailliste, elle est élue députée dans la circonscription de Wolverhampton Nord-Est lors des élections de 2024.

## Biographie

### Jeunesse
Sureena Brackenridge naît en 1974 ou 1975 et grandit dans le quartier résidentiel d'Ashmore Park à Wednesfield. Ses parents sont originaires des Fidji et ont émigré au Royaume-Uni alors qu'ils étaient jeunes adultes. Elle possède également des origines indiennes.

### Carrière professionnelle
Sureena Brackenridge travaille dans des écoles secondaires locales en tant que professeur de sciences, avant de devenir directrice adjointe de l'école Moseley Park.

### Carrière politique
En vue des élections générales britanniques de 2024, elle est choisie comme candidate par le Parti travailliste dans la circonscription de Wolverhampton North East en novembre 2022. Elle est élue députée de Wolverhampton Nord-Est en 2024 avec une majorité de 5 422 voix. 

## Vie privée
Sureena Brackenridge est mariée à Greg Brackenridge, le maire de Wolverhampton de 2021 à 2022. Ils sont parents de deux enfants.